# معالج متجهي

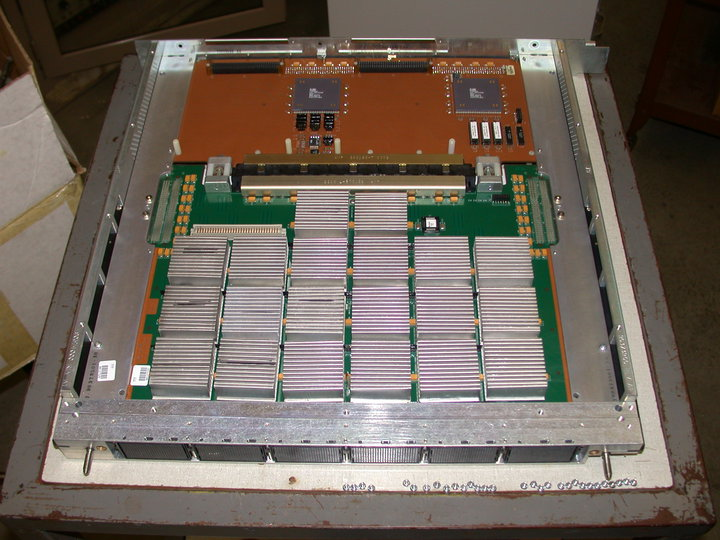
مثال على معالج متجهي

المعالج المتجهي (بالإنجليزية: Vector processor)‏ هو وحدة معالجة مركزية تعمل على تنفيذ مجموعة التعليمات والأوامر التي تعمل على مصفوفة من البيانات أحادية البعد التي يطلق عليها المُتجه Vector.
في مجال الحوسبة، المعالج المتجهي أو المعالج المصفوفي هو وحدة معالجة مركزية تنفّذ مجموعة تعليمات تتضمن تعليمات تعمل على مصفوفات من البيانات أحادية البعد يُطلق عليها اسم الأشعة، وذلك مقارنة بمعالجات الوحدة السلمية التي تعالج تعليماتها العناصر المحتوية على بيانات وحيدة. قد تحسن المعالجات المتجهية بشكل كبير الأداءَ على مستوى بعض أحجام العمل، وخصوصًا المحاكاة الرقمية والمهمات المشابهة لها. ظهرت الآلات المتجهية في بدايات سبعينيات القرن العشرين، وسيطرت على تصميم الحواسيب الفائقة على امتداد سبعينياته وحتى تسعينياته، وخصوصًا منصات كراي المتنوعة. أدى الهبوط السريع في معدل الأداء مقابل السعر لتصاميم المعالجات الميكروية التقليدية إلى تهالك الحواسيب الفائقة المتجهية في نهايات تسعينيات القرن العشرين.
ابتداءً من عام 2016، تحقق معظم وحدات المعالجة المركزية للسلع بنى (معمارية) تتضمن تعليمات مخصصة لصيغة متجهية تعالج مجموعات البيانات المتعددة (على شكل أشعة). تشمل الأمثلة الشائعة مجموعات تعليمات إم إم إكس، وإس إس إي، وإيه في إكس الخاصة بمعالج إنتل 86، وملحقات ثري دي ناو! الخاصة بمعالج إيه إم دي، وملحقات في آي إس الخاصة بمجموعة تعليمات سبارك، ومجموعة تعليمات آلتي-فيك الخاصة بمعالجات باور بي سي، ومجموعة تعليمات إم إس إيه الخاصة ببنية ميبس. تعمل تقنيات المعالجة المتجهية أيضًا في تجهيزات مشغل ألعاب الفيديو وفي مسرعات الرسوميات. في عام 2000، تعاونت كل من سوني وتوشيبا وآي بي إم لصنع معالج خلوي.
تتضمن تصاميم وحدة المعالجة المركزية الأخرى بعض التعليمات المتعددة للمعالجة المتجهية على مجموعات بيانات متعددة، وتُختصر عادةً إلى إم آي إم دي (تعليمات متعددة، بيانات متعددة) وتُحقق عن طريق في إل آي دبليو (كلمة تعليمة طويلة جدًا). يدمج معالج إف آر-في من تجهيزات شركة فوجيتسو والمعالج المتجهي كلتا التقنيتين.

## تاريخه
بدأ تطوير المعالجة المتجهية في بدايات ستينيات القرن العشرين في شركة ويستينغهاوس في مشروعها «سولمون». كان هدف مشروع سولمون أن يزيد تدريجيًا من الأداء الرياضي من خلال استخدام عدد كبير من المعالجات المساعدة الرياضية البسيطة والتحكم بها من خلال وحدة معالجة مركزية رئيسية وحيدة. ترسل وحدة المعالجة المركزية تعليمة مشتركة وحيدة إلى جميع الوحدات المنطقية الحسابية، تعليمة في كل دورة، ولكن مع نقطة بيانات مختلفة لكل منها كي تعمل عليها. سمح ذلك لآلة سولمون بأن تطبق خوارزمية وحيدة على مجموعة بيانات كبيرة تُرسل على شكل مصفوفة.
في عام 1962، ألغت شركة ويستينغهاوس المشروع، لكن استؤنفت الجهود في جامعة إيلينوي تحت اسم إيلياك الرابع. كانت تستدعي نسختهم من التصميم في الأصل آلة جي فلوبس واحدة مع 256 وحدة منطقية حسابية، لكنها عندما سُلمت في عام 1972، كانت تمتلك 64 وحدة منطقية حسابية فقط ويمكنها أن تصل فقط إلى 100-150 إم فلوبس. على الرغم من ذلك، بيّن هذا المشروع أن المفهوم الأساسي كان صوتيًا، وعندما استُخدم على تطبيقات البيانات المكثفة، مثل ديناميكيا الموائع الحسابية، كان إيلياك أسرع آلة في العالم. إن منهجية إيلياك في استخدام الوحدات المنطقية الحسابية لكل عنصر بيانات ليست شائعةً في التصاميم اللاحقة، ويُشار إليها غالبًا ضمن تصنيف مختلف هو الحوسبة الهائلة التوازي.
طرح كارتسيف حاسوبًا للعمليات مع الدّوال وطوّره في عام 1967.

## اقرأ أيضاً
- وحدة معالجة مركزية